# Jászfalu
Jászfalu (szlovákul Jasová) község Szlovákiában, a Nyitrai kerületben, az Érsekújvári járásban.

## Fekvése
Érsekújvártól 17 km-re keletre fekszik, az 589-es út mentén.

## Élővilága

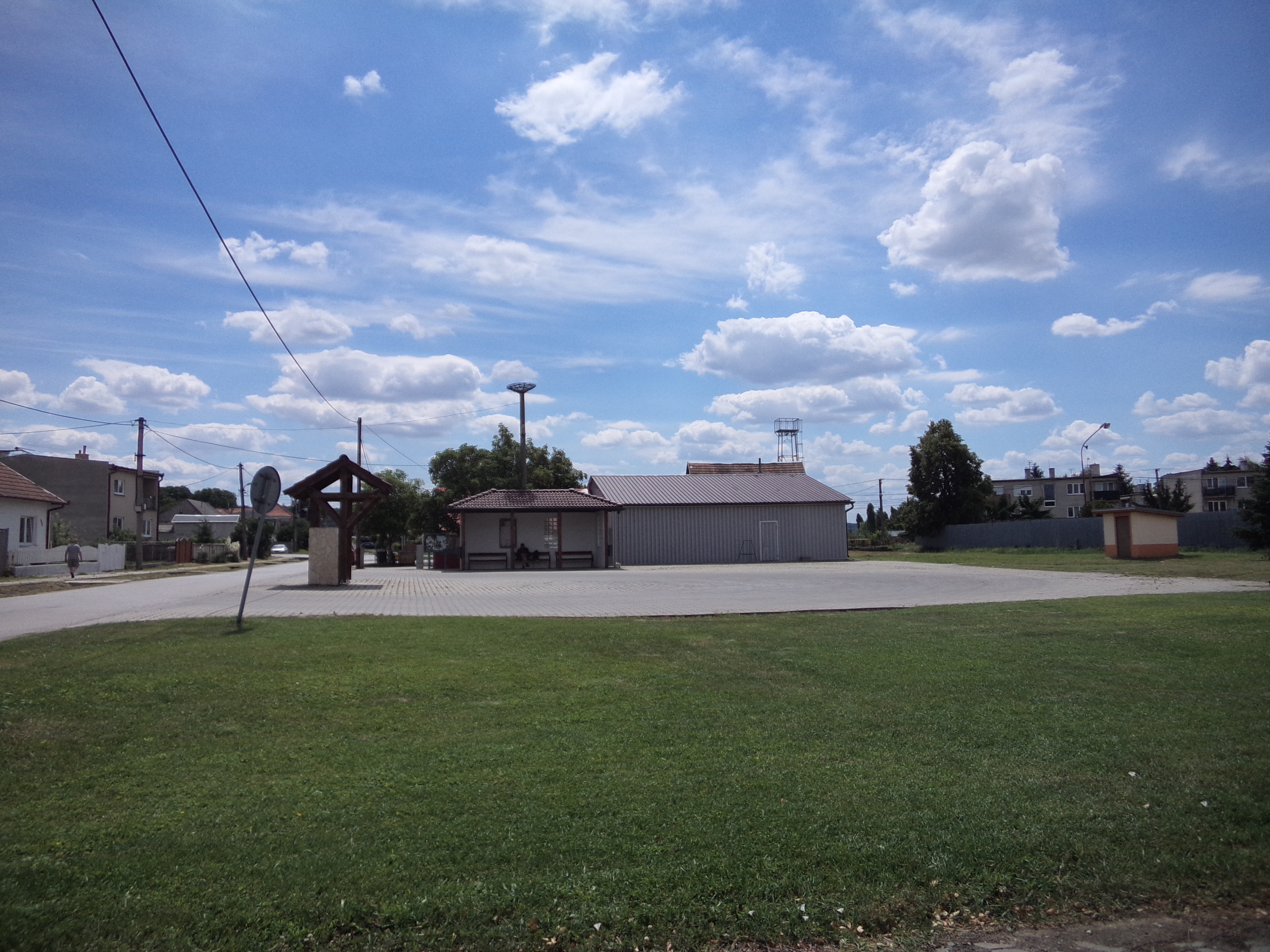

A faluban egy gólyafészek-alátétet tartanak nyilván.

## Nevének eredete
Neve egykori jász lakosságára utal. Korábban Tekeresnyéknek hívták, mely névben a magyar Nyék törzs neve rejtőzik.

## Története
1434-ben "Tykeresnyek aliter Jaszafalu" alakban említik először, de sokkal régebben keletkezett. 1436-ban "Jazfalu" néven szerepel. Hunyadi Mátyás egyik 1469-ben kiadott oklevele szerint más falvakkal együtt Kürthy Mátyás és Uriel birtokolta, még 1546-ban is népes faluként említik. 1562-ben egy török támadás során elpusztult és csak 1669-ben telepítették újra. A 16. században a Csúzy, Nyáry és Szentmihályi családok birtoka. A 17.-18. században az Amadé és Hunyadi családoké, majd a 19. században a Batthyány családé. 1715-ben 29 adózó családfője volt. 1720-ban említik szőlőhegyét is. 1787-ben 105 házában 779 lakos élt. 1828-ban 87 házát 710-en lakták, akik főként mezőgazdasággal foglalkoztak.
Vályi András szerint "JÁSZFALU. Elegyes tót falu Komárom Várm. földes Urai több Uraságok, lakosai katolikusok, fekszik Perbetéhez, és Udvardhoz egy mértföldnyire, legelője elég, réttyei tsekélyesek, szőlei középszerű borokat teremnek."
Fényes Elek 1851-ben kiadott geográfiai szótárában a következők szerepelnek: "Jászfalu, tót helység, Komárom vmegyében, északról nagyobb, délről kisebb dombok teknőjében fekszik, Csúzhoz északra 1/2 mfdnyire. Itt jő össze az Esztergomból és Komáromból Verebélyre, onnan a bányavárosokra menő országút. Egész határa tesz 4764 4/8 holdat, mellyből 2906 h. urbériség, 652 h. majorság, 733 4/8 h. erdő, 156 h. szőlő. Földe hegyes ugyan, de jó fekete földe leginkább buzát és rozsot terem. Némelly tagositott birtokosok földeik szélén, dicséretesen igyekeznek megkezdeni a gyümölcstenyésztést. 773 kath., 5 ref., 57 zsidó lak. Kath. anyatemplommal. Házai alacsony szegények; utczája felette sáros, mellyet csaknem járhatlanná tesz egy azon keresztül folyó mocsáros ér; a falu szélén derék vendégfogadó áll. F. u. gr. Batthyány Károly, gr. Beckers Alfred, Csúzy, Halasy, Jármy, Petrics, Jáross, Rozsos, Kovács."  Archiválva 2007. szeptember 27-i dátummal a Wayback Machine-ben
A trianoni békeszerződésig Komárom vármegye Udvardi járásához tartozott. 1926-ban árvíz pusztította. 1938 és 1945 között ismét Magyarország része volt.

## Népessége
| Év:            | 1994. | 2004.   | 2014.   | 2024.   |
| -------------- | ----- | ------- | ------- | ------- |
| Emberek száma: | 1257  | 1201    | 1189    | 1136    |
| Eltérés:       |       | -4,45 % | -0,99 % | -4,45 % |

| Év:            | 2023. | 2024.   |
| -------------- | ----- | ------- |
| Emberek száma: | 1135  | 1136    |
| Eltérés:       |       | +0,08 % |

1880-ban 985 lakosából 149 magyar, 742 szlovák és 47 német anyanyelvű volt.
1890-ben 989 lakosából 201 magyar és 766 szlovák anyanyelvű volt.
1900-ban 1077 lakosából 582 magyar és 491 szlovák anyanyelvű volt.
1910-ben 1146 lakosából 881 magyar, 261 szlovák, 2 német és 2 egyéb anyanyelvű.
1921-ben 1330 lakosából 522 magyar, 755 csehszlovák, 29 zsidó és 20 német volt. Ebből 1278 római katolikus, 31 izraelita és 21 református felekezetű volt.
1930-ban 1504 lakosából 202 magyar, 1225 csehszlovák, 49 német és 26 zsidó volt. A korabeli helyi adatfelvétel befolyásoltságáról nyilvánosan értekeztek.
1941-ben 1628 lakosából 726 magyar, 790 szlovák és 112 német volt.
1991-ben 1275 lakosából 35 magyar és 1230 szlovák volt.
2001-ben 1204 lakosából 1159 szlovák és 29 magyar volt.
2011-ben 1211 lakosából 1156 szlovák és 26 magyar volt.
2021-ben 1151 lakosából 1029 szlovák, 23 magyar, 1 cigány, 9 egyéb és 89 ismeretlen nemzetiségű volt.

## Neves személyek
- Itt élt Kereskényi Farkas (1664–1734) hadbiztos, kuruc kapitány.
- Itt született 1921-ben Jozef Blaho plébános, esperes.[7]
- Itt hunyt el 1869-ben Juraj Holček szlovák katolikus pap, a szlovák nemzeti mozgalom egyénisége.
- Itt hunyt el Kramolin Viktor (1855-1918) Nyitra vármegye főispánjának első felesége.

## Nevezetességei

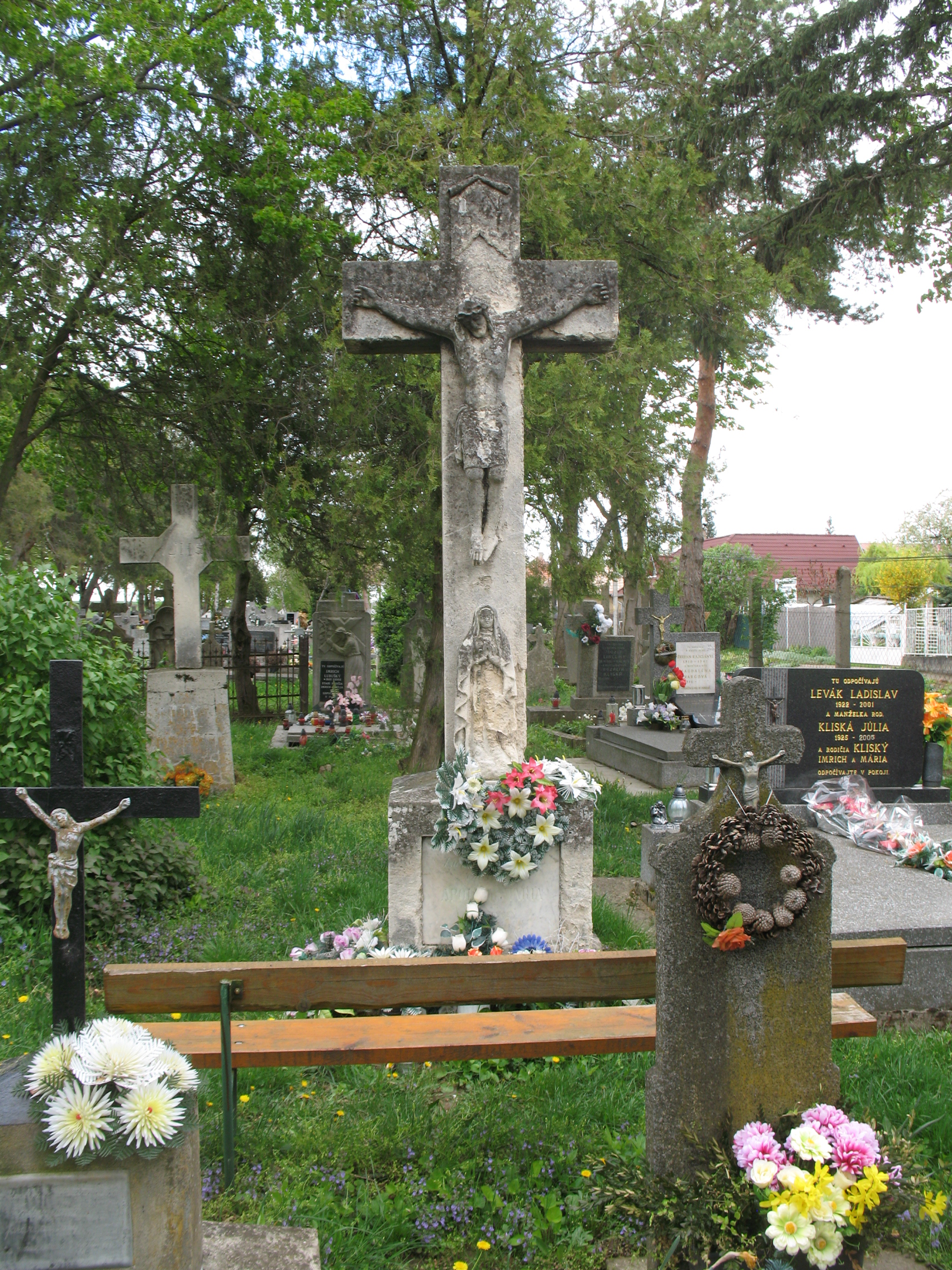
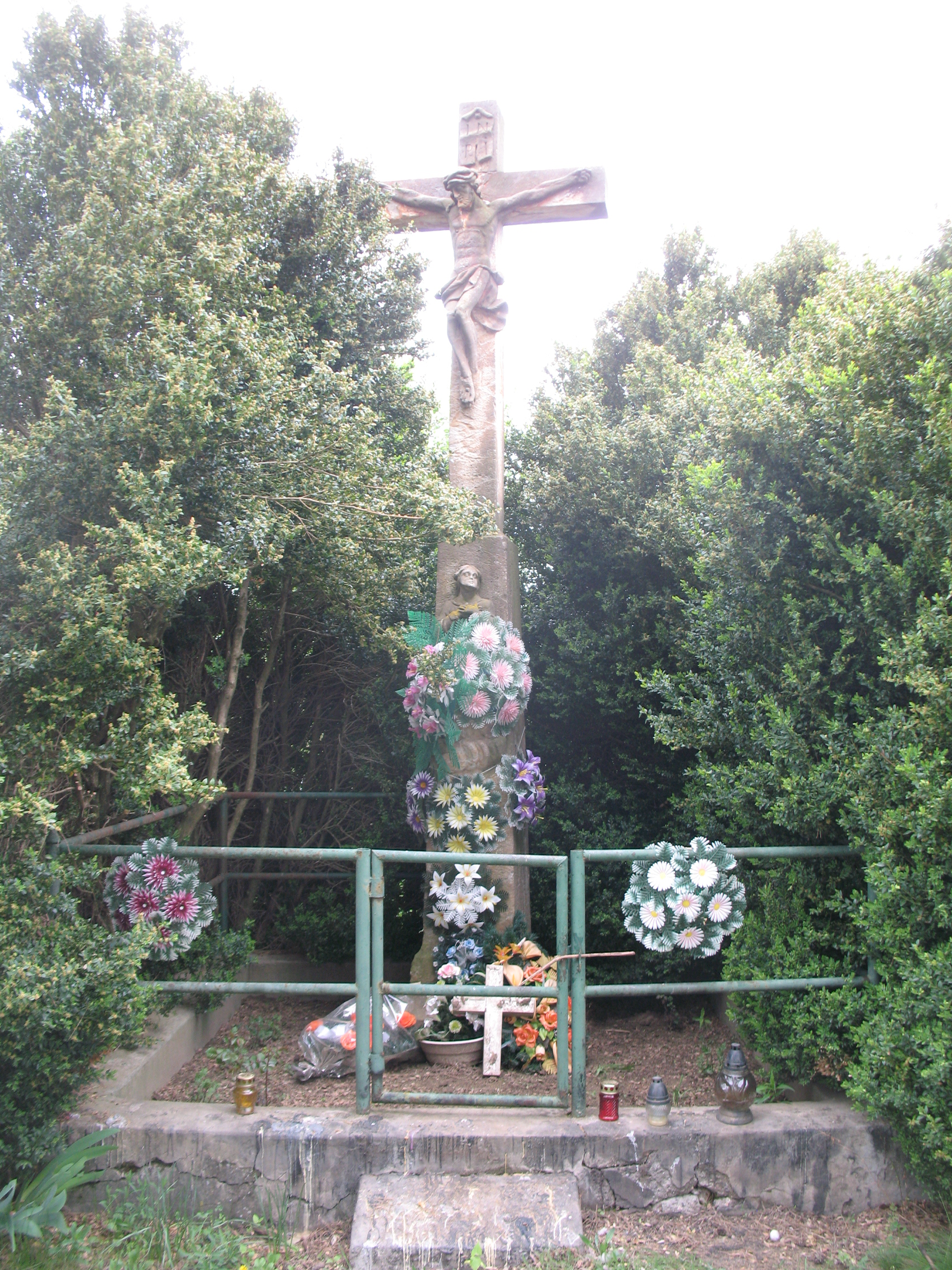
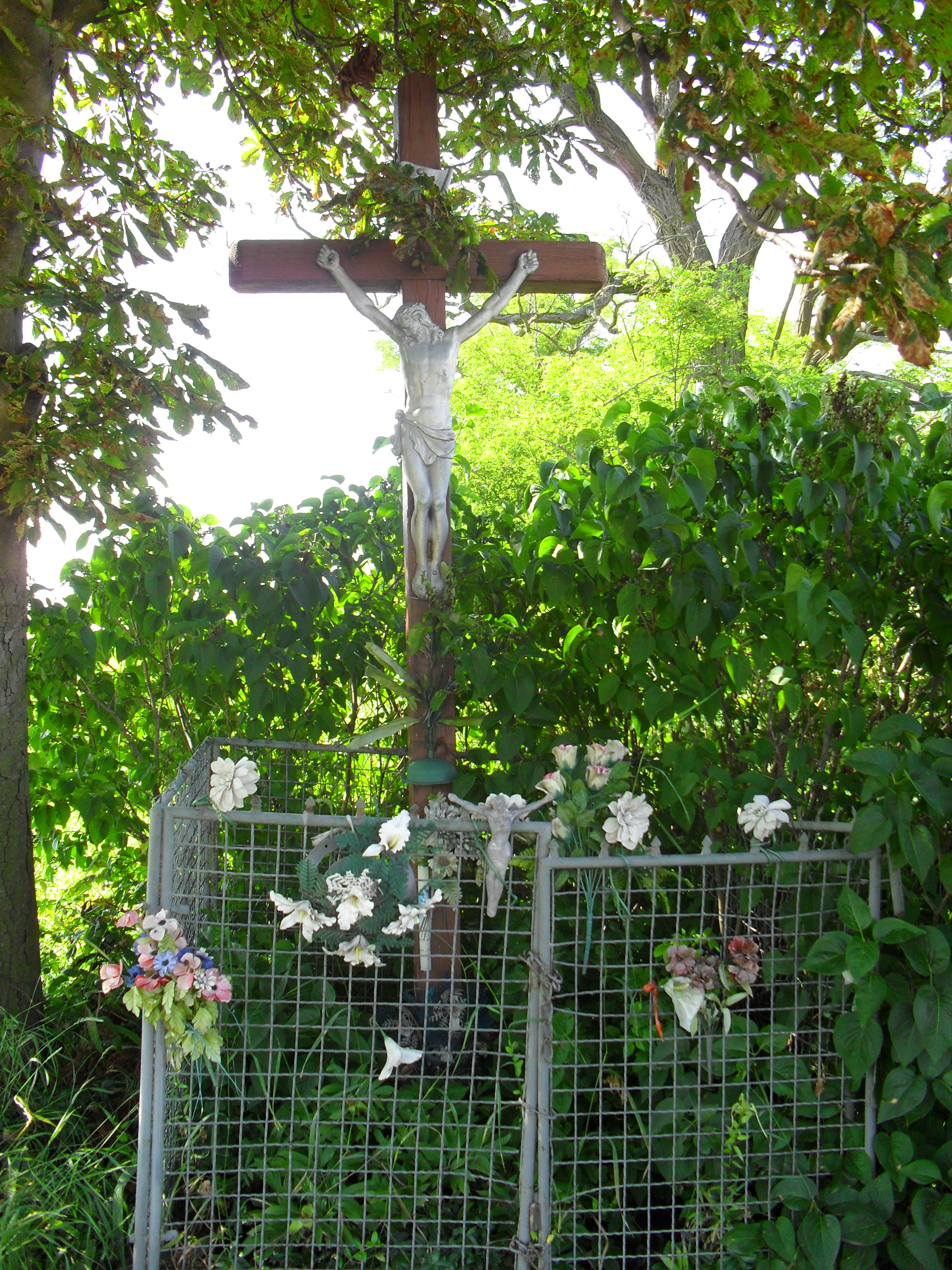
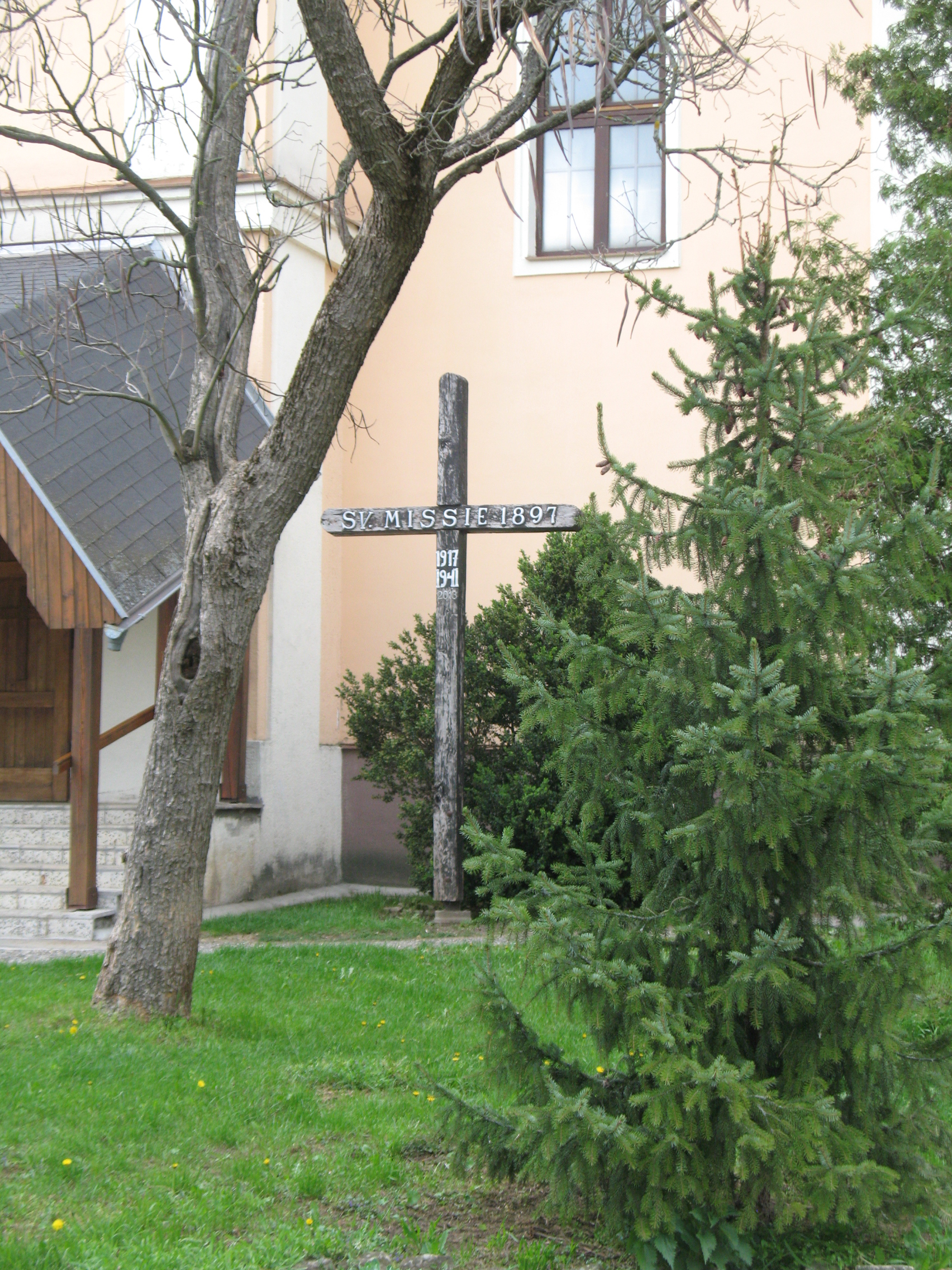
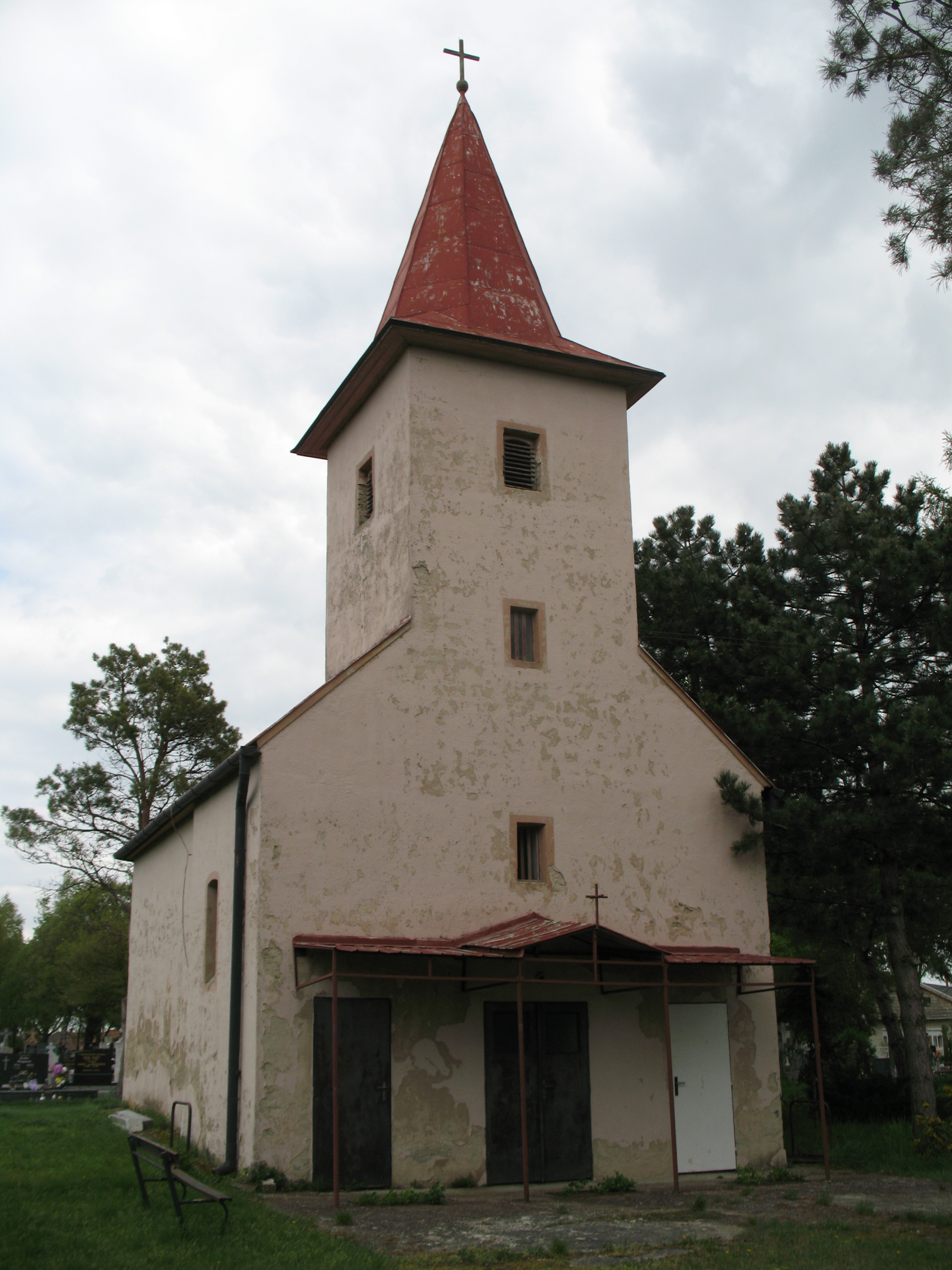
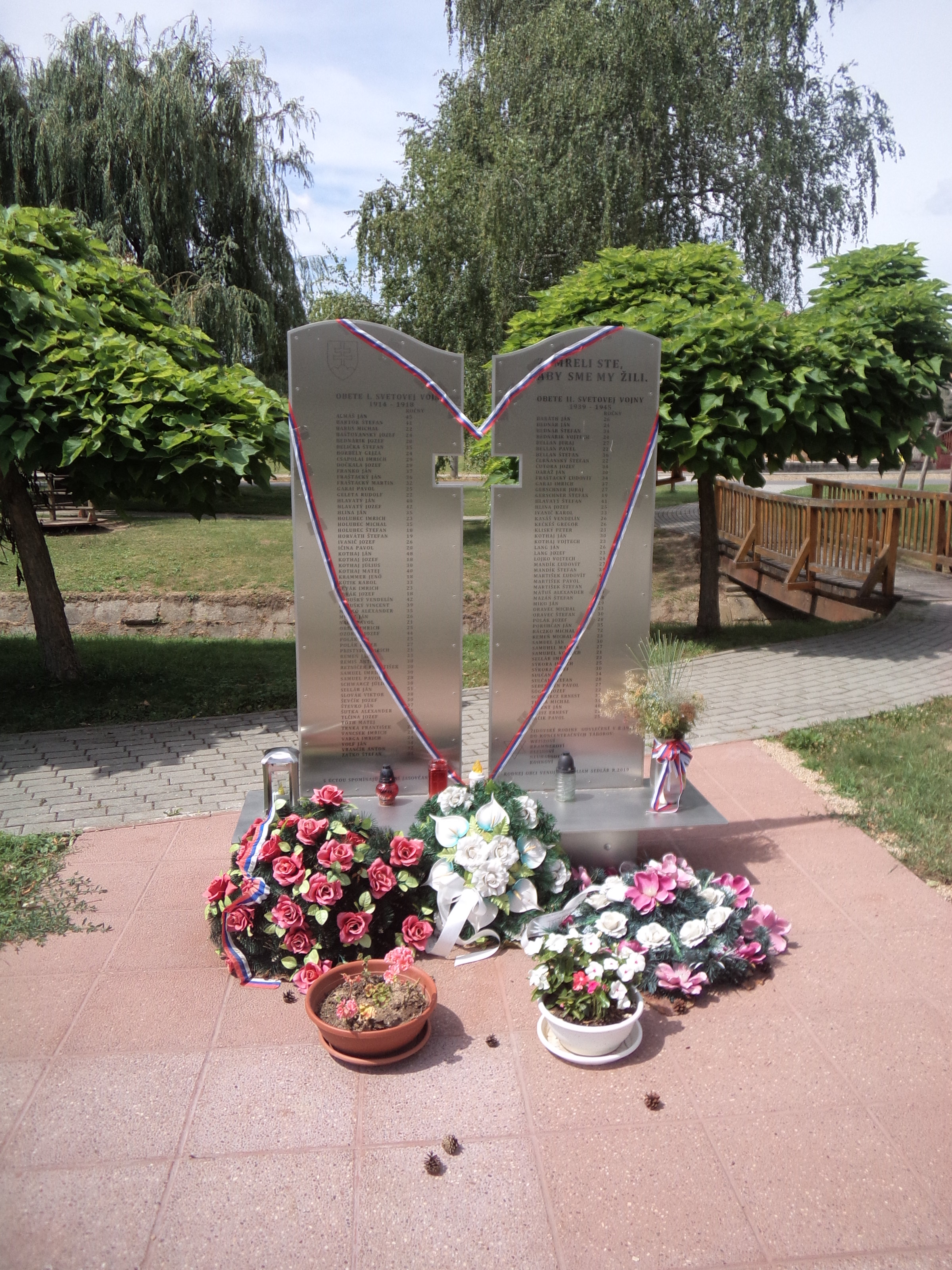
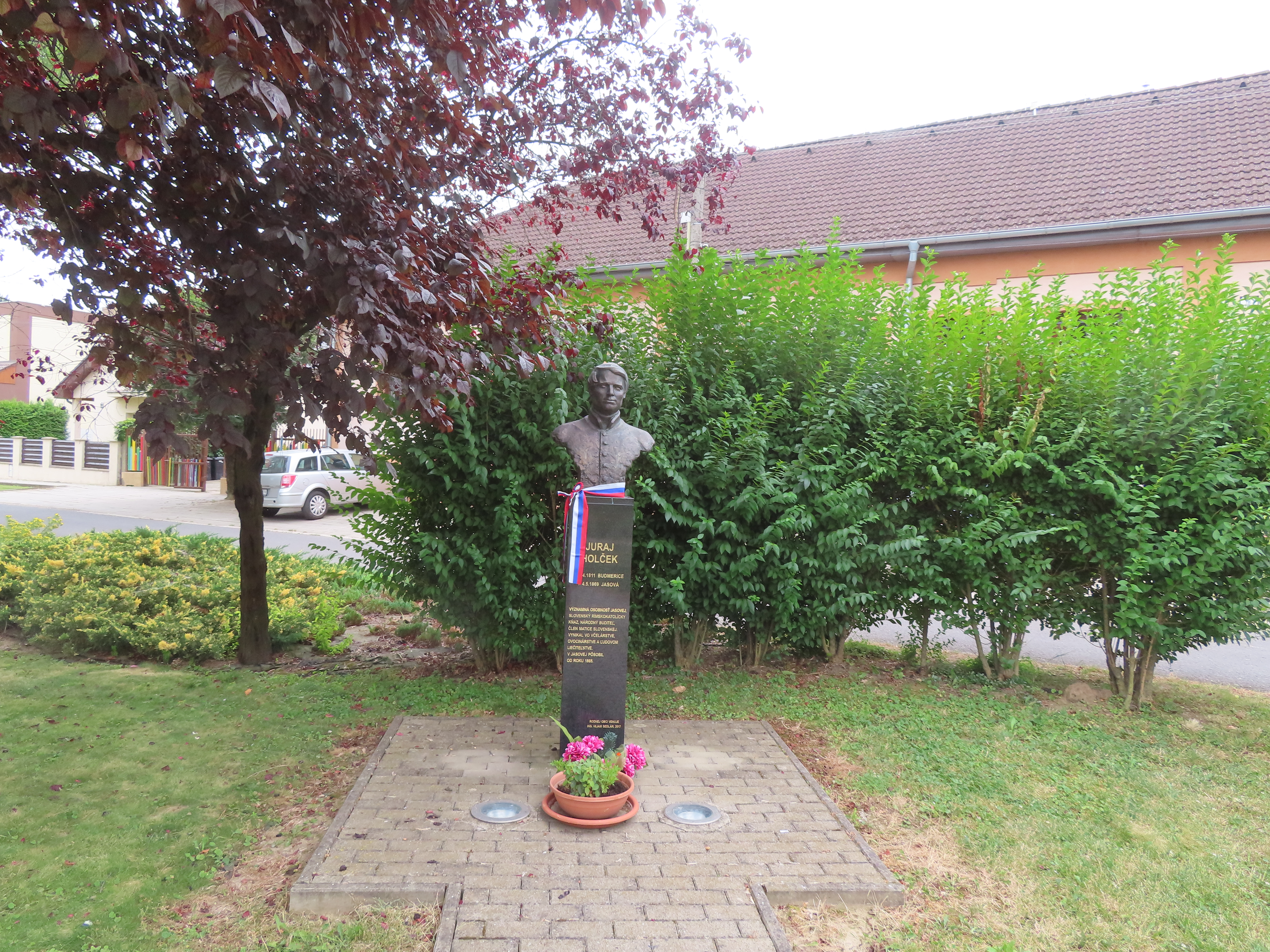
Juraj Holček mellszobra
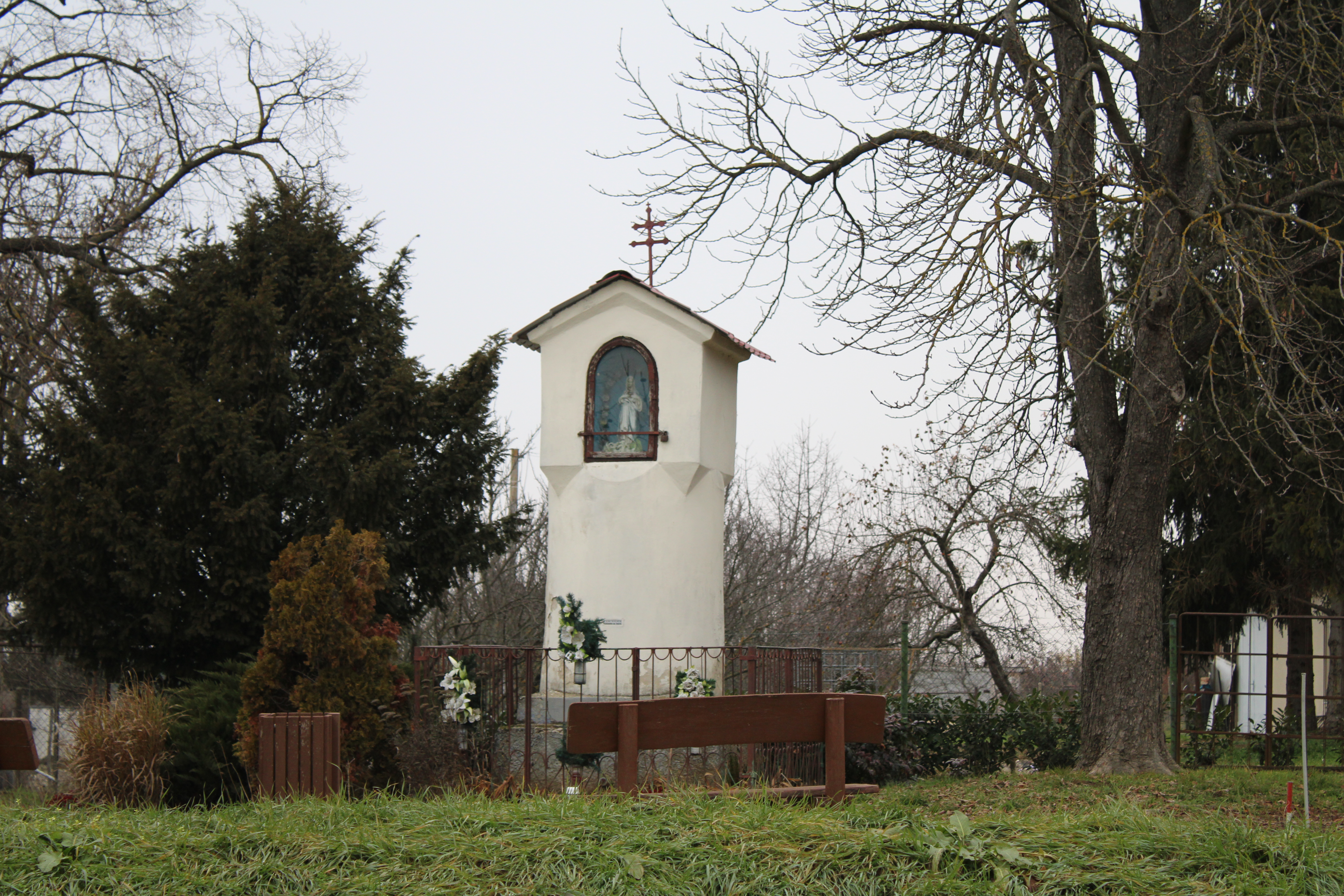

- Mihály arkangyal tiszteletére szentelt kápolnája 15. századi.
- Szent Lőrinc tiszteletére szentelt római katolikus temploma 1938-ban épült.

## Külső hivatkozások
- Községinfó
- Jászfalu Szlovákia térképén
- E-obce.sk Archiválva 2008. szeptember 20-i dátummal a Wayback Machine-ben